# Ličartovce
Ličartovce jsou obec na Slovensku v okrese Prešov. V obci žije 948 obyvatel, rozloha katastrálního území činí 8,3 km².

## Historie
Archeologické nálezy dokládají osídlení území už v období neolitu a další v období 9. až 11. století. První písemná zmínka o vesnici pochází z roku 1249, kde je nazývána jako (meta) Licardi. Pozdější názvy jsou Lycherd z roku 1427, Ličirtowce z roku 1786 a od roku 1920 Ličartovce; maďarský název je Licsért.
Od 14. století byla obec majetkem drienovských Abovců.  V roce 1427, kdy byla v majetku rodu Somosyů, byla daněna z deseti port. V roce 1600 bylo v obci devět obydlených domů. V roce 1787 žilo v 54 domech 344 obyvatel a v roce 1828 žilo 517 obyvatel v 68 domech. V roce 1950 žilo v obci 535 obyvatel a v roce 1966 se počet zvýšil na 820 obyvatel.
Do roku 1918 byla obec administrativně začleněná do Šarišské župy.

## Přírodní poměry
Obec leží na styku Košické kotliny s východním okrajem Šarišské vrchoviny v údolí řeky Torysa. Rovinaté až vrchovinné území, které má nadmořskou výšku v rozmezí 213–466 metrů a střed obce ve výšce 220 metrů je tvořeno čtvrtohorními naplaveninami řeky Torysy, uloženinami centrálněkarpatského flyše, dále je tvořeno prvohorními slepenci, břidlicemi, drobami a druhohorními křemenci.
Východní část obce je bezlesá, v západní části je lesní porost tvořen především duby, buky a břízami. Územím protéká Ličartovský potok, který ústí zprava do řeky Torysa, a řeka Svinka, levostranný přítok řeky Hornád.
Obec sousedí s katastrálními územími obcí Ľubovec, Radatice, Drienovská Nová Ves a Drienov.

## Doprava
V obci je železniční zastávka s výhybnou Ličartovce na jednokolejné železniční trati Košice–Muszyna, kdy úsek Košice – Prešov byl uveden do provozu v roce 1870 v rámci výstavby Košicko-bohumínské dráhy.
V roce 1977 byla zahájená výstavba dálnice D1 v úseku Prešov–Košice a celá uvedena do provozu v roce 1988. Obcí vede silnice I/20 na trase z Košic do Prešova.

## Pamětihodnosti
- V obci je původně barokní zámek Pillerovců z roku 1736, který byl přestavěn a rozšířen v historizujícím slohu. Po druhé světové válce byla v zámku zřízena ozdravovna a později nemocnice. Od roku 1950 do roku 1966 sloužil jako nemocnice–psychiatrická léčebna. V roce 1971 kapacita nemocnice nepostačovala, takže v průběhu roku byl přistavěn pavilón pro 50 pacientů. Nemocnice nadále fungovala do roku 1996. Objekt je národní kulturní památkou Slovenska od roku 1963.[10][11]
- U zámku je památkově chráněný přírodně krajinářský park z počátku 19. století, s dendrologickými raritami.[12]
- V parku se nachází kulturní památka plastika Vesny z roku 1866 v neoklasicistním slohu.[13]
- Římskokatolický farní kostel svatého Martina z roku 1833 postavený v barokním a klasicistním slohu. Kostel je jednolodní orientovaná stavba s půlkruhovým závěrem kněžiště s předsazenou věží v západním průčelí.[14] Kostel náleží farnosti Ličartovce děkanátu Prešov-Solivar arcidiecéze košické.[15]

## Galerie

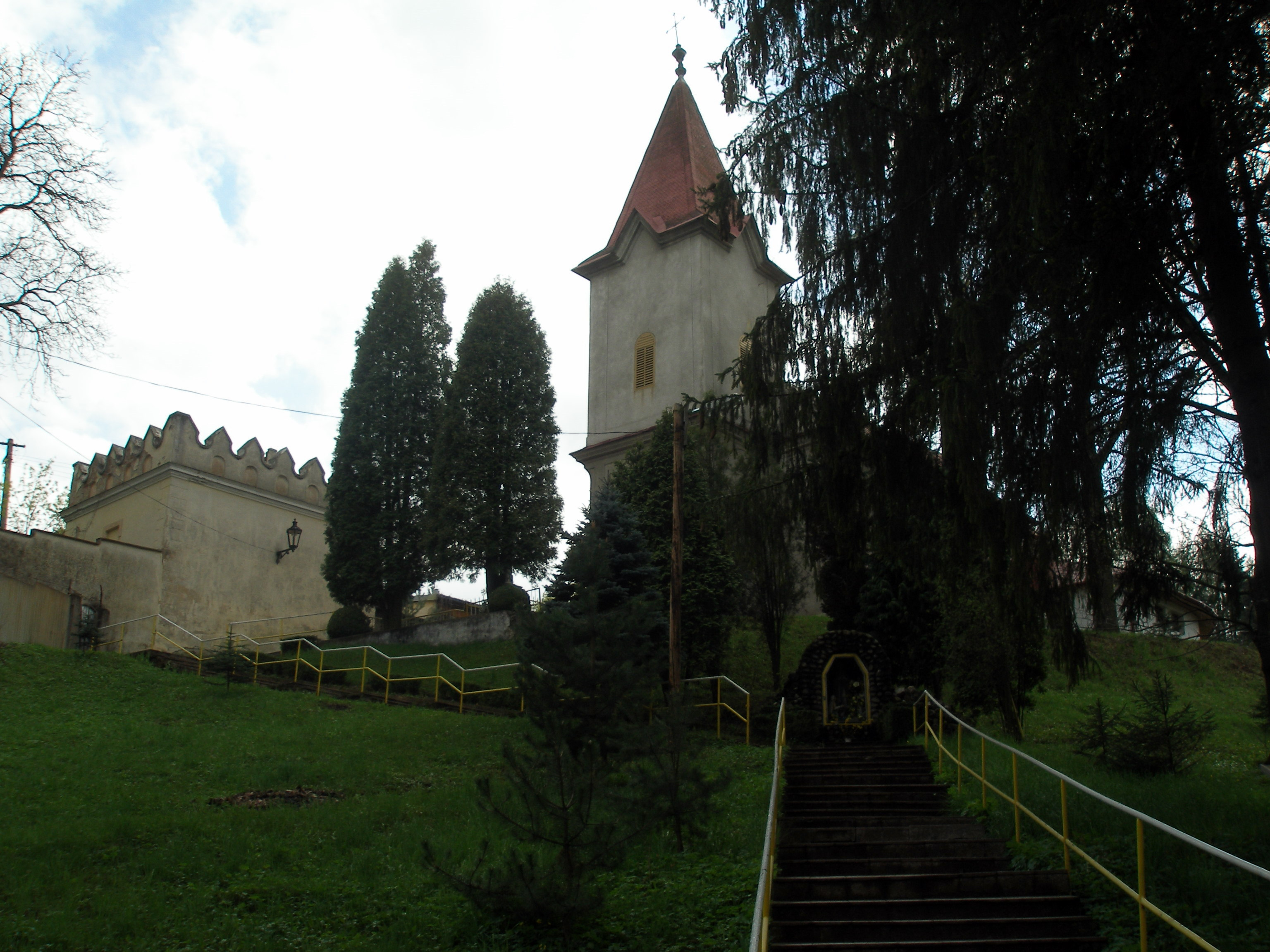
Kostel svatého Martina
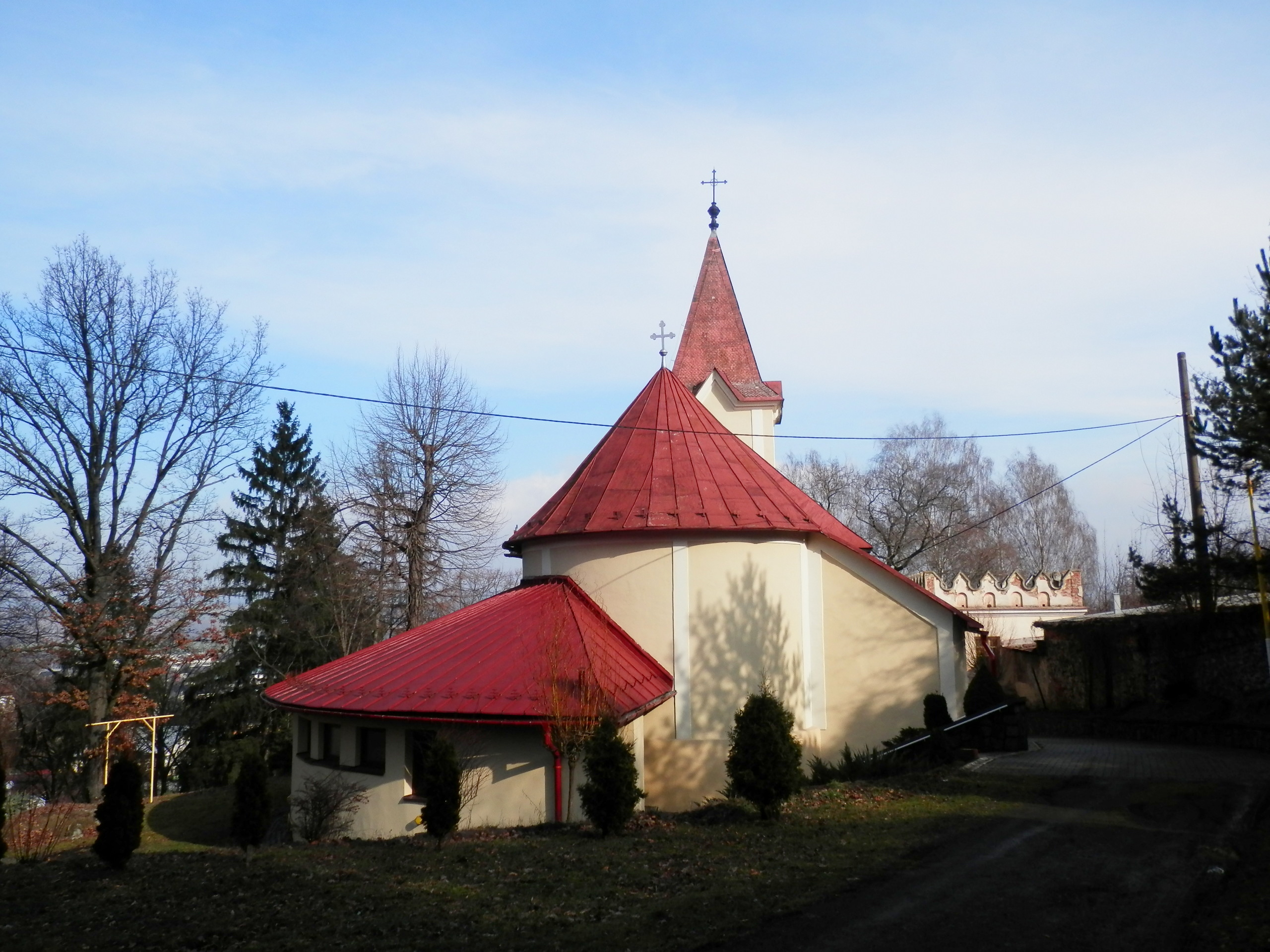
Kostel svatého Martina
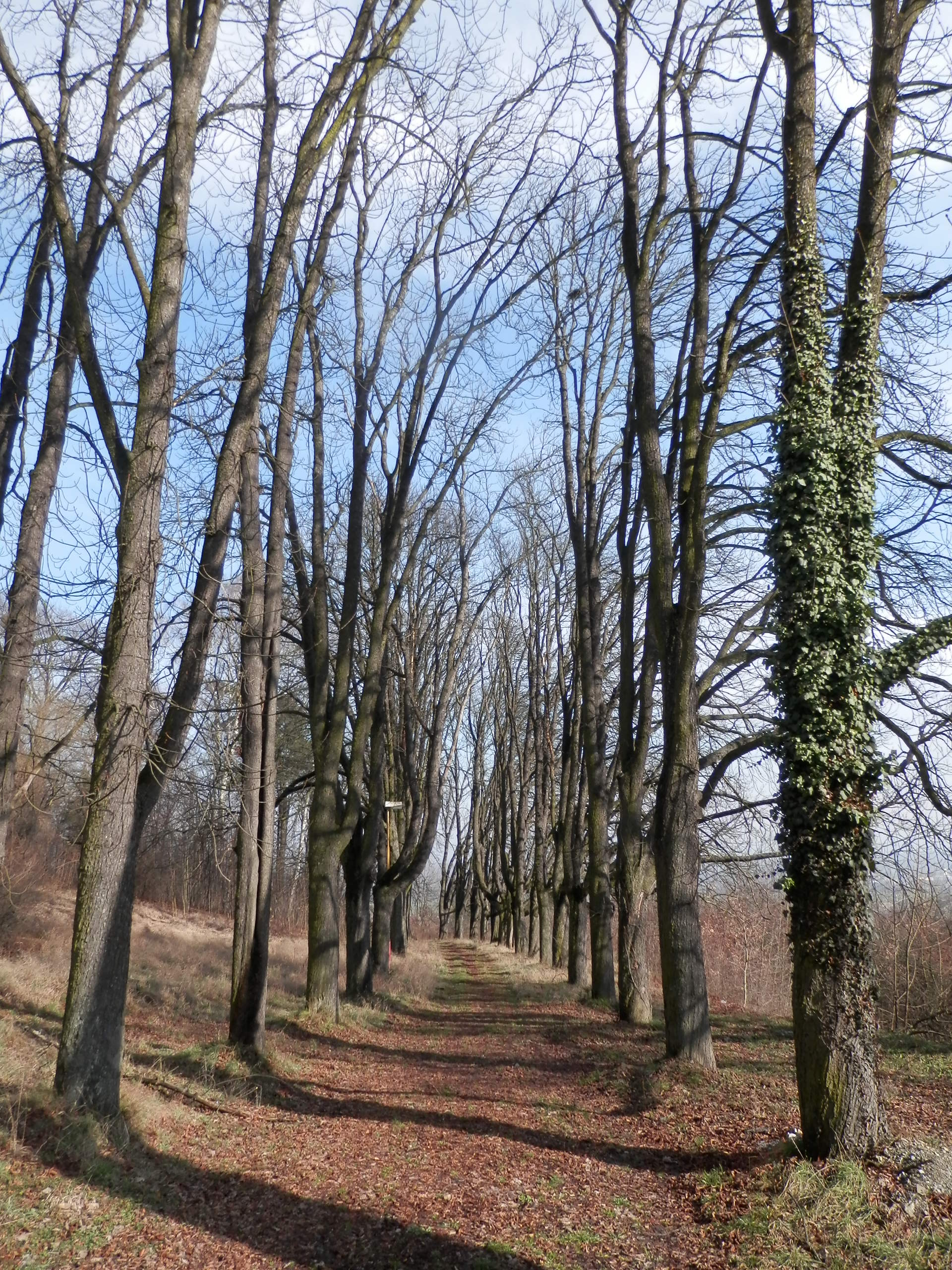
Zámecký park
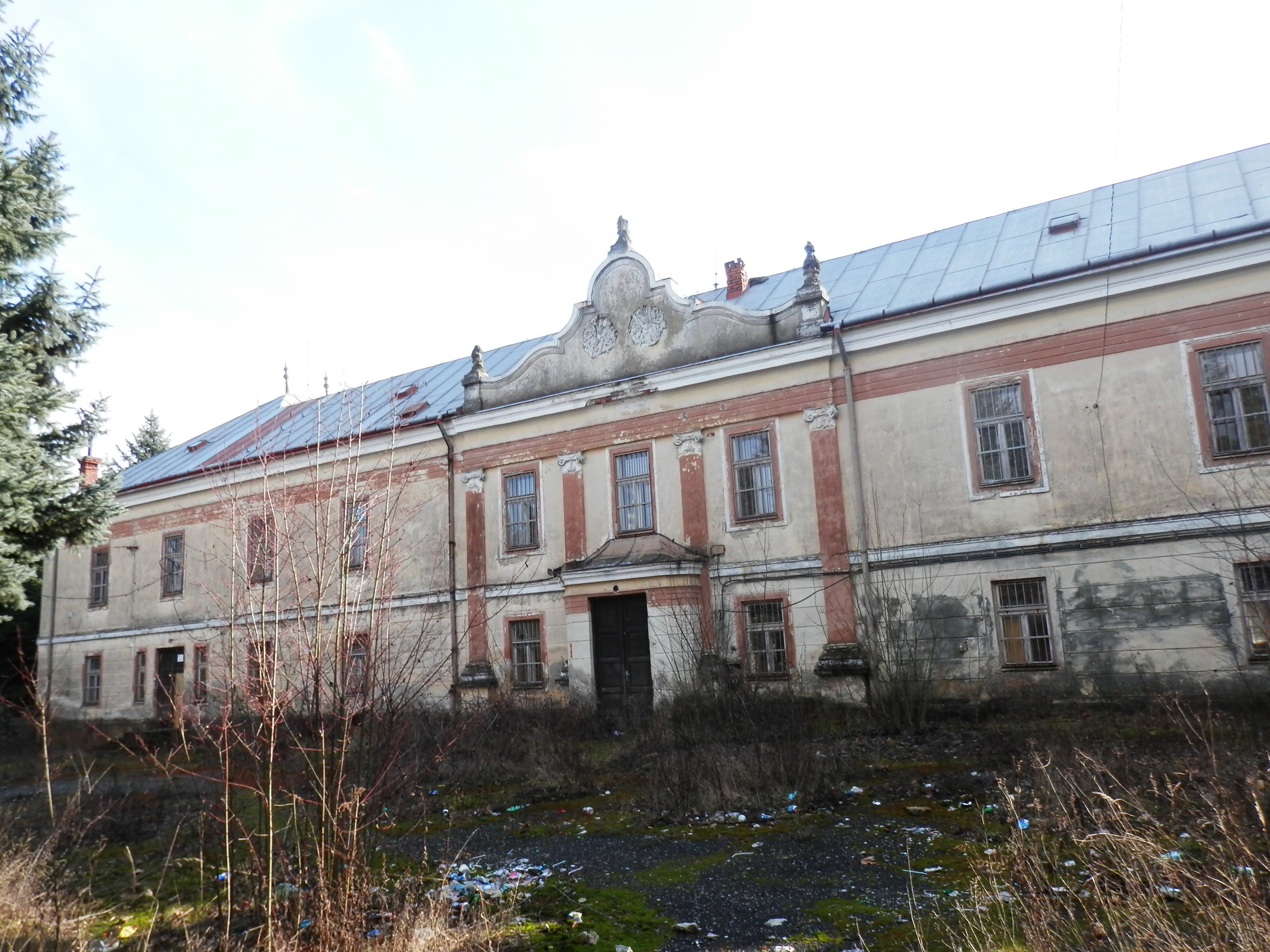
Zámek
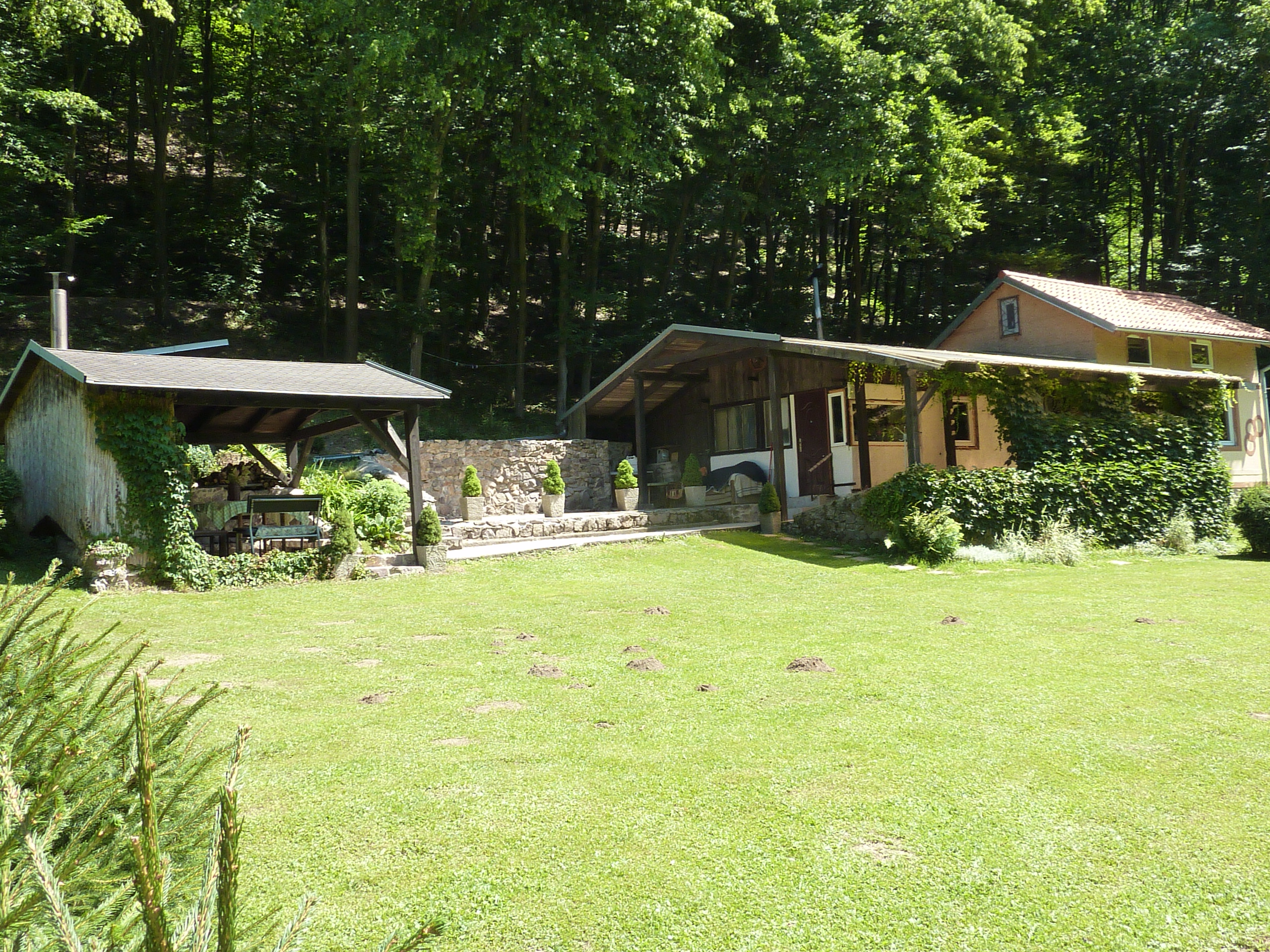
Chatová oblast u Svinky